# Sankt Georgen im Lavanttal
Sankt Georgen im Lavanttal osztrák község Karintia Wolfsbergi járásában. 2016 januárjában 1974 lakosa volt.

## Elhelyezkedése

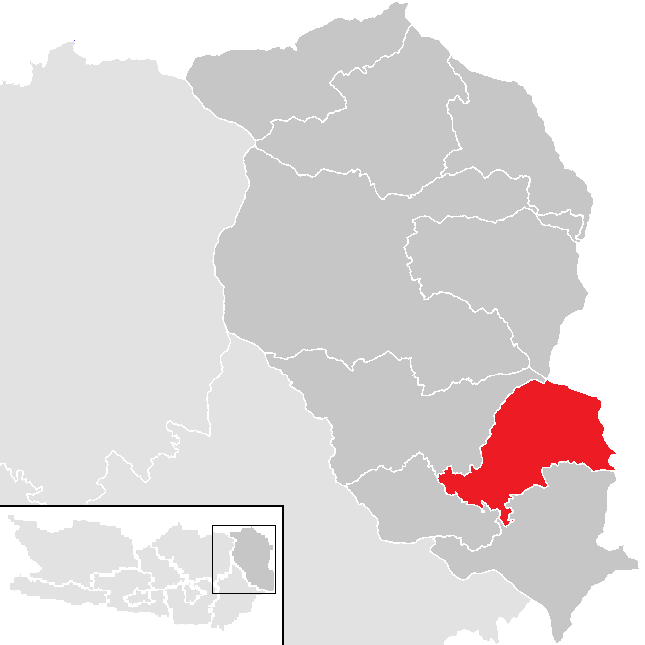
St. Georgen a Wolfsbergi járásban

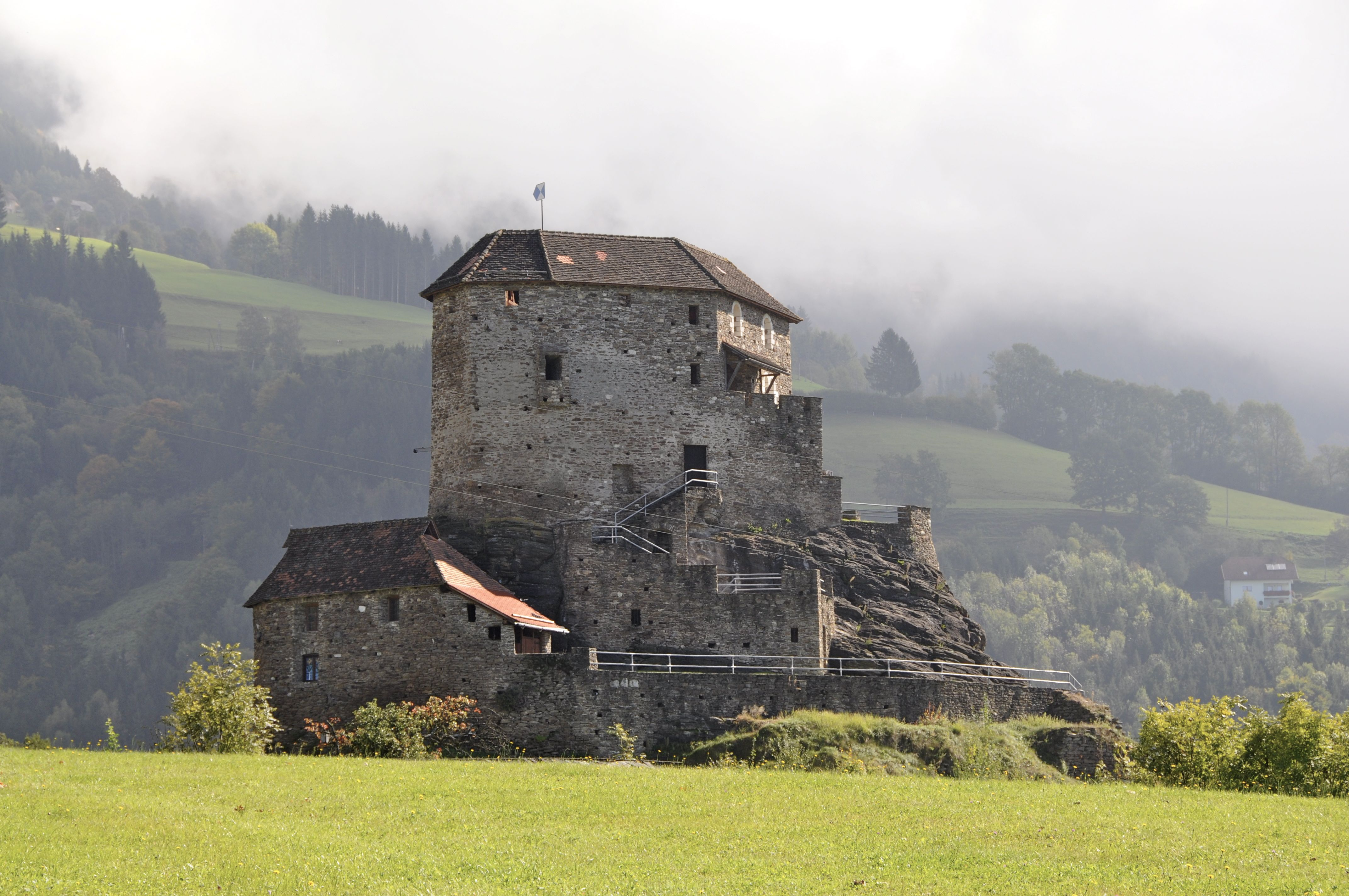
Stein vára

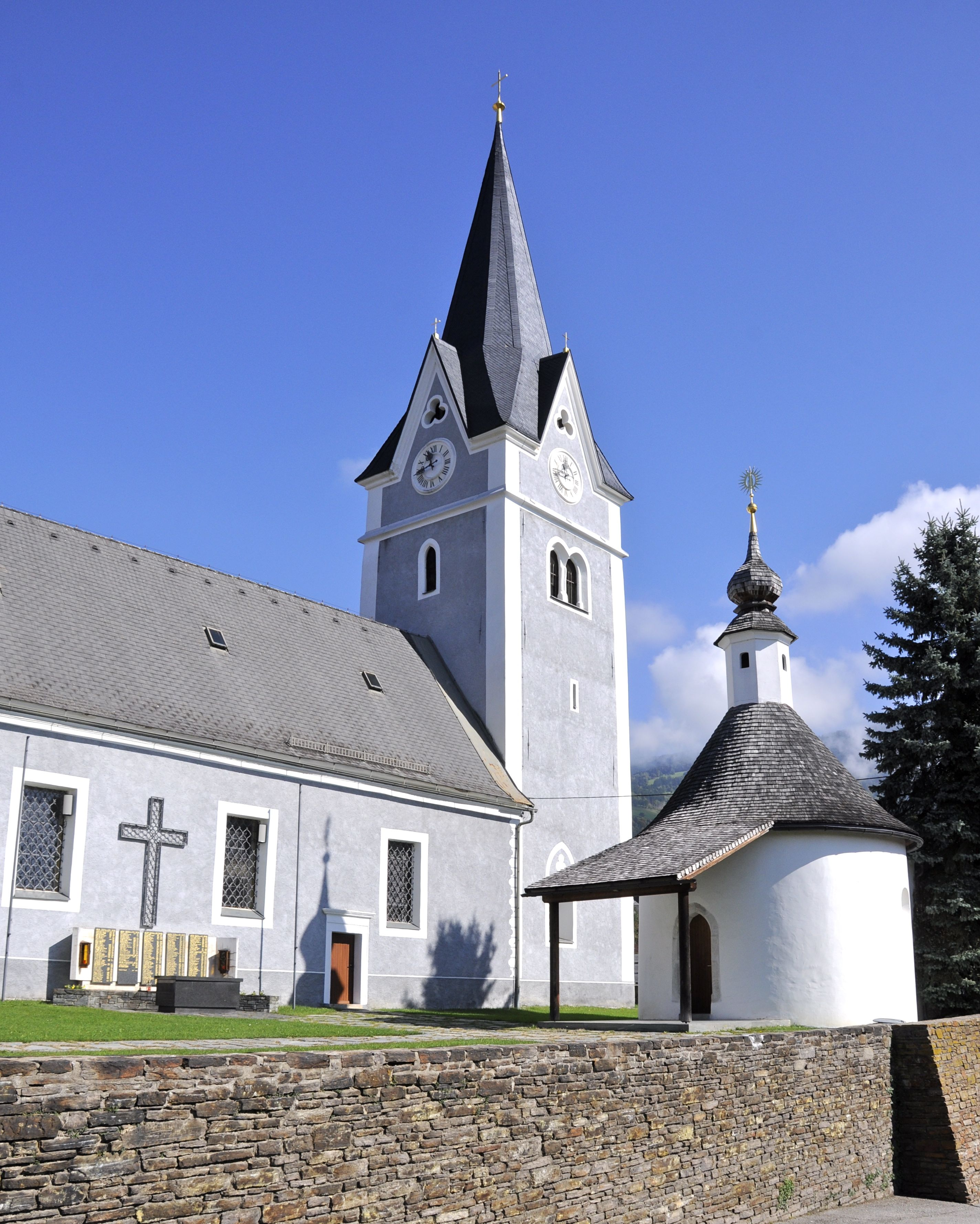
A Szt. György-templom és a kerek csontkamra

Sankt Leonhard Karintia keleti részén, a Lavant-völgy alsó szakaszán helyezkedik el a Lavant folyó és a Koralpen-hegyvonulat között. Területén 21 kisebb nagyobb falu és településrész található: Allersdorf (116 lakos), Andersdorf (120), Fransdorf (61), Götzendorf (15), Gundisch-Mitte (25), Gundisch-Nord (32), Gundisch-Süd (18), Herzogberg (57), Hofwiesen (170), Krakaberg (8), Matschenbloch (108), Niederhof (61), Oberrainz (53), Pfaffendorf (78), Pontnig (69), Raggane (46), Sankt Georgen im Lavanttal (693), Steinberg-Hart (70), Steinberg-Oberhaus (48), Unterpichling (53), Unterrainz (112). 
A környező települések: délre Lavamünd, délnyugatra Sankt Paul im Lavanttal, nyugatra Sankt Andrä, keletre Wies és Eibiswald.

## Története
Sankt Georgen a római időkben is lakott volt, Allersdorfban majorság létesült; hozzá tartozott a spitzelofeni márványkőfejtő is. A mai St. Georgentől keletre található Stein várát feltehetően a salzburgi érsek vazallusai építették. Első említése 1214-ből való és a 13. században a Pettau-család szerezte meg. A Szt. Györgynek szentelt templomot - amelyről a település a nevét kapta - először 1184-ben említik és 1245-től a közeli Sankt Paul-i kolostor alá tartozott. 
Az önkormányzat 1864-ben jött létre. 1973-ban a közigazgatási reform keretében beolvasztották a szomszédos Sankt Paul im Lavanttalba, de egy 1991-es népszavazás eredményeképpen visszanyerte önállóságát.  

## Lakosság
A St. Georgen-i önkormányzat területén 2016 januárjában 1974 fő élt, ami visszaesést jelent a 2001-es 2187 lakoshoz képest. Akkor a helybeliek 98,4%-a volt osztrák állampolgár. 96,9%-uk katolikusnak, 0,9% evangélikusnak, 1,3% pedig felekezeten kívülinek vallotta magát. 

## Látnivalók
- St. Georgen katolikus plébániatemploma
- az andersdorfi Szentkereszt-templom
- a magánkézben lévő steini vár
- a római márványkőfejtő

## Fordítás
- Ez a szócikk részben vagy egészben  a   Sankt Georgen im Lavanttal című német Wikipédia-szócikk ezen változatának fordításán alapul.  Az eredeti cikk szerkesztőit annak laptörténete sorolja fel. Ez a jelzés csupán a megfogalmazás eredetét és a szerzői jogokat jelzi, nem szolgál a cikkben szereplő információk forrásmegjelöléseként.